# 永い一日
「永い一日」（ながいいちにち）は、Chageの楽曲。自身の6作目のシングルとして、2014年4月10日のMt.RAINIER HALL SHIBUYA PLEASURE PLEASUREよりコンサート会場限定で販売された。発売元はロックダムアーティスツ。

## 解説
ソロ・シングルとしては「GO! GO! GO!」からおよそ2年ぶりとなる作品。
本作のCDは2014年に行ったファンミーティングツアー『-TUG OF C&A PRESENTS- Chage Fan Meeting Tour 2014 〜青いハンカチーフを…〜」の各会場にて限定販売が行われたほか、CHAGE and ASKAの公式オンラインショップにて4月10日から6月30日までの期間限定販売が行われ、その後一般販売は一切行われなかった。
表題曲は長い間アルバム未収録だったが、2018年に発売されたベスト・アルバム『音道』にて収録され、初めて一般販売で商品化された。

## 収録曲
| 全作詞: 松井五郎、全作曲: Chage。 |                                         |       |            |        |
| #                                 | タイトル                                | 作詞  | 作曲・編曲 | 編曲   |
| 1.                                | 「永い一日」                            | Chage | Chage      | 渡辺等 |
| 2.                                | 「永い一日 ～あの日からのラブレター～」 | Chage | Chage      |        |

## 楽曲解説
1. 永い一日
本曲は2012年8月21日から26日にかけ、横浜赤レンガ倉庫1号館3Fホールにて開催されたイベント『Chageの茶会2012 〜座・藍燈横濱〜』、および、2013年に開催された『Chageの茶会2013 〜座・藍燈横濱〜Again』にて披露されており、横浜を舞台とした約100年にわたる物語というライブのコンセプトにも直結した1曲。
同公演にて沢口千恵が朗読した内容を凝縮した、物語性溢れるこの楽曲は、公演の脚本と構成を手がけた作詞家の松井五郎が作詞、Chageが作曲を手掛けた。Aメロあたりは松井が用意した詞にChageが曲をつけ、逆にサビはChageが作ったメロディーに松井が言葉を重ねていくという形で作られたという。
CDへの収録にあたり、渡辺等が新たにアレンジし、スタジオ音源用として改めてレコーディングが行われた。
2. 永い一日 ～あの日からのラブレター～

## 収録アルバム
- 音道 (#1)